# En marge du cinéma français

En marge du cinéma français est un livre de Jacques-B. Brunius publié en 1954 aux éditions Arcanes.

## Le livre
En marge du cinéma français, unique livre paru de Brunius qu'il termine en septembre 1947, est un recueil d'articles sur le cinéma en France, vu sous ses aspects poétique, technique et sémiologique, et notamment sur le cinéma d'avant-garde, illustré de photographies issues du fonds de la Cinémathèque française, entre autres de Man Ray et de Denise Bellon, sous une couverture de Marcel Duchamp (un « rotorelief »). Le livre est publié chez Arcanes en 1954, maison d'édition d'Éric Losfeld, troisième et dernier volume de la « collection Ombres blanches », dirigée par Ado Kyrou.

## Éditions
- Jacques-B. Brunius, En marge du cinéma français, Paris, Arcanes, coll. « Collection Ombres blanches », 1954, 189 p — réédition avec présentation, notes et commentaires de Jean-Pierre Pagliano, Éditions L'Âge d'Homme, Lausanne, 1987, 148 p.  (ISBN 978-2825133408).
- Jean-Pierre Pagliano, Brunius, « Collection Histoire et théorie du cinéma »,  Éditions L’Age d’homme, Lausanne, 1987, 140 p.